# Diedja M. Roque Barreto
Diedja M. Roque Barreto ou apenas Didi (22 de setembro de 1963) é uma ex-futebolista profissional brasileira que atuava como goleira.

## Carreira
Didi fez parte do elenco da Seleção Brasileira de Futebol Feminino, em Atlanta 1996, na primeira olimpíada do futebol feminino. 